# Въоръжени сили на Армения
Въоръжените сили на Армения включват 2 вида сили: Сухопътни войски и Военновъздушни сили и противовъздушна защита.
Сухопътни войски са сформирани частично от бившите съветски военни сили, като включват предимно гвардейски звена. Като страна без излаз на море Армения не разполага с флот.
Главнокомандващ е президентът на Армения. Министерството на отбраната отговаря за политическото ръководство. Военното командване е в ръцете на Генералния щаб, който е ръководен от началника Юрий Кхатчатуров. Министерството на отбраната в Армения е създадено на 28 януари 1992 година.
Граничните служители са част от министерството, които си сътрудничат в изпълняването на длъжността с Грузия и Азербайджан, докато пограничните райони с Иран и Турция са под наблюдението на руските войски. От 2002 г. Армения е член на Организация на Договора за колективна сигурност, договор който действа и като предпазване от евентуална военна атака срещу Армения от страна на Азербайджан.

## Договор за съответствие
Договорът за обикновени въоръжени сили в Европа е ратифициран от арменския парламент през юли 1992 г. Договорът създава цялостни рамки за основните категории на военно оборудване, като например танкове, артилерия, бойни бронирани машини, бойни самолети и бойни хеликоптери, като се предвижда и унищожаване на оръжия, надхвърлящи тези граници. Арменски служители са изразили решителност в съобразяването на разпоредби и по този начин Армения е предоставила данни за въоръженията, както се изисква съобразно Договор за обикновените въоръжени сили в Европа. Въпреки това Азербайджан обвинява Армения, като отклонява голяма част от военните си сили към Нагорни Карабах и по този начин се заобикалят именно тези международни разпоредби. Армения не е важен износител на конвенционални оръжия, но предоставя подкрепа, включително материали, на арменците от Нагорни Карабах по време на Нагорно Карабахската война.
През март 1993 г. Армения подписва многостранната Конвенция за химическите оръжия, в която се призовава за премахване на химическите оръжия. Армения се присъединява и към Договора за неразпространение на ядрени оръжия.

## Генерален щаб
Ръководството на въоръжените сили е в столицата Ереван, където се намира седалището на Генералния щаб. Включва:
- генерал-полковник Сериян Оханян – министър на отбраната
- генерал-полковник Юрий Качатуров
- генерал-полковник Микаел Харутюнян – главен военен инспектор и президентски съветник
- генерал-полковник Гюрген Дарибалтян
- генерал-полковник Харут Касабян – командващ главните войскови части
- генерал-лейтенант Агик Мюрзабекян
- генерал-лейтенант Артур Агабекян
- генерал-лейтенант Гюрген Мелконян
- генерал-лейтенант Роланд Крешян

В допълнение на постовете и действията извършвани от армията, Армения създава вътрешни войски. До декември 2002 г. Армения поддържа Министерството на вътрешните работи, но заедно с Министерството на националната сигурност, са реорганизирани, като неминистерски институции. Двете организации стават Полицията на Република Армения и Национална служба за сигурност.

## Сухопътни войски
Според IISS 2010, Армения има 20 Т-80 цистерни, 100 Т-72, танкове Т-80 54 танкове и 80 BMP-1, на 20 BMP-1K, 30 BMP-2 и 22 BRM-1K. Колесни бронетранспортьори съобщават включени 25 БТР-60-те години, 21 БТР-70-те, 50 БТР-80-те години, 145 МТ-Цвят и 120 BRDM-2 скаут превозни средства.
Въпреки че руснаците са доставяли нова техника на Армения през годините, никога не е било достатъчно, за да обнови всички образувания на наземните сили и много от по-ниските звена нямат модернизирани системи, които да се поддържат ефективно.
Тези по-стари системи поставят високи изисквания за логистичната система на обслужване, поддръжка, резервни части, което струва на армията много от финансова гледна точка.
Сухопътните сили са ангажирани в усилията си да бъдат преобразувани и преструктурирани, тъй като бъдещето на отбраната на Армения се нуждае от преработена структура. Трябва да се развиват новите образувания, за да се покрият международните изисквания и да работят ефективно.
След падането на Съветския съюз, Армения следва политика за развитие на въоръжените си сили в професионална войска. Армията е функционално разделена на активните и резервни части. Техните основни функции включват отбрана, поддържането на мира и управлението на кризи, хуманитарни и спасителни мисии.
Активните сили основно биват мироопазващи и защитаващи мира, и главно се занимават с планиране и подготовка.
В мирно време армията поддържа постоянна бойна и мобилизационна готовност, Те стават част от многонационални военни формирования в съответствие с международните договори.
Във времена на криза основните задачи на армията са свързани с участие в операции на противодействие на терористични действия и защита на стратегически обекти, подпомагане силите за сигурност и ограничаване на незаконен трафик на оръжие.
В случай на ниско и средно-интензивен военен конфликт Активните военни сили, са тази част от армията, която извършва първите стъпки по отношение защитата на териториалната цялост и суверенитета на страната.

## ВВС и ПВО
Военновъздушни сили
Военновъздушните сили разполагат с 15 самолета СУ-25 за наземни атаки, един МиГ-25 изтребител, 16 Мил Ми-24 хеликоптери, шест L-39, 16 Як-52, 3 Ил-76, 18 Мил Ми-8, както и 10 Мил Ми-2.
Противовъздушна защита
Арменската въздушна отбрана е подразделение на въоръжените сили на Армения. Тя е оборудвана и организирана, като част от военната програма за реформи на генерал-лейтенант Норат Григорянтс. Състои се от зенитна ракетна бригада и два полка, въоръжени със 100 зенитни комплекси от различни модели и модификации, включително SA-8, Krug, S-75, S-125, SA-7, SA-10, SA-13, SA-16 и SA-18. Има и 24 Скъд балистични ракети с осем ракети. Числен състав – 3000 военнослужещи, с планове за по-нататъшно разширяване.

## Войска на Карабах
В допълнение към силите, споменати по-горе, има 20 000 активни войници, защитаващи Нагорни Карабах, спорната територия, която се отделя от Азербайджан през 1991 г. Те са добре оборудвани с най-новата военна техника. Оборудването им включва 316 танка, 324 бронирани машини, 322 артилерийски оръдия от калибър над 122 mm, 44 множество установки на ракети, и нова зенитна система за отбрана. В допълнение, НКР отбранителна армия поддържа два Су-25, 5 Mi-24s и 5 други хеликоптери.

## Международно сътрудничество

### Русия
Най-близкият съюзник на Армения. Военният съюз на двата народа и по-специално присъствието на руски войски на арменска земя е ключов елемент от националната сигурност на Армения, тъй като Армения получава независимост през 1991 година. В Армения има над 5000 руски войници, които се помещават в 102-ра военна база. През 1997 г. двете страни подписват мащабен договор за приятелство, който призовава за взаимопомощ в случай на военна заплаха за всяка от страните и позволява на руските граничари да патрулират границите на Армения с Турция и Иран.

### Организация на Договора за колективна сигурност
На 7 октомври 2002 г., Армения, Беларус, Казахстан, Киргизстан, Русия и Таджикистан, подписват Харта в Ташкент, основаването на Договора за колективна организация за сигурност (ОДКС) (руски: Организация Договора о Коллективной Безопасности (ОДКБ ~ ODKB)) или просто Ташкентский договор.

### НАТО
Армения участва в програмата на НАТО Партньорство за мир. Армения е в процес на изпълнение на индивидуални планове за действие за партньорство.

### Гърция
Гърция е най-близкият съюзник на Армения в НАТО и двете страни си сътрудничат по множество въпроси. Броят на арменските офицери, които се обучават в Гърция се увеличава всяка година. През 2003 г. двете страни подписват военно споразумение сътрудничество, според което Гърция ще увеличи броят на арменските военнослужещи, обучавани във военните училища и военномедицинска академия в Атина. През февруари 2003 г. Армения изпраща 34 миротворци в Косово, където те са станали част от гръцкия контингент.

### САЩ
САЩ постоянно увеличава военното си влияние в региона. В началото на 2003 г. американското министерство на отбраната обявява няколко големи военни програми в Кавказ. Военна помощ на Вашингтон за Армения през 2005 г. в размер на $ 5 млн. евро, а през април 2004 г., двете страни подписват военно-техническото сътрудничество. Армения разполага 46 войници, които включват, като експерти по обезвреждане на бомби, лекари и транспортни специалисти, като част от водените от САЩ многонационални сили в Ирак. През 2005 г. Съединените щати разпределят 7 милиона щатски долара за модернизиране на военните комуникации на арменските въоръжени сили.

## Мироопазващи операции
Армения участва в мироопазващи операции в Косово и Афганистан. Води се дебат в рамките на правителството да изпрати мироопазващи сили в Ливан, тъй като има голям брой арменци, живеещи там.